# اچ‌ام‌ای‌اس آنزاک (دی۵۹)
اچ‌ام‌ای‌اس آنزاک (دی۵۹) (به انگلیسی: HMAS Anzac (D59)) یک کشتی بود که طول آن ۳۷۹ فوت (۱۱۶ متر) بود. این کشتی در سال ۱۹۴۸ ساخته شد.